# ژان فن نروم
ژان فن نروم (هلندی: Jean van Nerom) بازیکن هاکی روی چمن اهل بلژیک بود. از افتخارات وی میتوان به کسب مدل برنز در بازی‌های المپیک تابستانی ۱۹۲۰ اشاره کرد.